# Son Goku

Son Goku és Dermesztő harca

Son Goku (孫 悟空; Szon Gokú; Hepburn: Son Gokū; eredeti nevén Kakarotto) Torijama Akira Dragon Ball című manga- és animesorozatának főszereplője. Nevét a Nyugati utazás című kínai regény egyik szereplője, a majomkirály után kapta. A szereplő életét 12 éves korától követhetjük végig a Dragon Ball, Dragon Ball Z, Dragon Ball GT és Dragon Ball Super című animékben. Goku egy nagyon elszigetelt helyen élt gyermekkorában, így ismeretei a világról elég korlátozottak. Amikor először találkozik Bulmával, azt hiszi az autójára, hogy egy szörnyeteg. A Dragon Ball első felének humora is nagyrészt Goku tudatlanságából ered.

## Megjelenése
Goku legjellemzőbb külső jegye különleges állású haja, ami csillagharcos (Saiya-jin) létéből adódóan soha nem nő; jellegzetes genetikai tulajdonságai miatt pedig a kinézete szinte teljesen megegyezik apjáéval. Kevés kivételtől eltekintve az egész Dragon Ball és Dragon Ball Z sorozat alatt narancssárga edzőruháját, gí-jét hordja. A GT-ben kék gí-felsőt és sárga alsót hord. Mikor Super Saiya-jinná (szuper csillagharcossá) változik a haja sűrűbb (minden szuper harcos szinten sűrűbb) lesz az égnek áll és aranysárga színű lesz.         

## Eredet
Goku a Vegeta bolygón született egy nagyon alacsony rangú harcosként, Kakarotto néven. Éppen ezért egy viszonylag gyenge bolygóra, a Földre küldték, hogy pusztítsa el a Földet.  Egy Son Gohan nevű nagyapa fogadta örökbe és nevelte fel. De mivel agresszív volt, így nem igen tudta kezelni. Viszont egy nap séta közben Goku meglátott valamit de a szakadékba esett, ahol a fejét be verte egy sziklába. Túlélte a balesetet, az emlékei elvesztek. Cserébe attól a naptól kezdve Goku agressziója eltűnt és olyan lett akár egy kezes bárány. Azonban egy alkalommal mikor belenézett a teliholdba, Goku „Oozaru”-vá (óriás majommá) alakult és megölte nagyapját. Ezen események után pár évvel találkozik Bulmával, és innen indul a Dragon Ball cselekménye. Gohan nagyapa nevezte el őt Gokunak.

## Személyisége
Goku személyiségének legjellemzőbb vonása a szelídség, az egyenesség és a naivitás. Rendkívül tiszta szívű, bátor, hűséges, önzetlen, nagyon sokra tartja az életet, ezért nem akarja senkinek az életét szükségtelenül elvenni (noha nagy ellenszenvvel viseltetik azok iránt, akik viszont nem tisztelik mások életét). A csillagharcos származásából fakadóan megtartotta a harc szeretetét és azt, hogy minél erősebb ellenfeleket akar legyőzni. Ennek érdekében rendkívül sokat edz és emiatt egyéb, például családi kötelezettségeit is hajlamos elhanyagolni. Személyiségének egy másik fontos része, hogy képes bárkivel összebarátkozni és még felnőttként is megtartja gyerekes viselkedésformáit (például a kiáltások, amiket akkor hallat, amikor ízlik neki valami). A sorozat során nyugodtabb, kiegyensúlyozottabb lesz.

## Képességek
Folyamatos edzésnek köszönhetően Goku rendkívüli erőre, sebességre és kitartásra tett szert, valamint tökéletesen képes uralni a ki-jét.
- 10x Kamehameha: A Kamehameha továbbfejlesztése, amit Goku a GT során vet be először. Az eredeti Kamehameha-nál 10-szer pusztítóbb.
- Zanzóken: Képes saját maga illúzióit létrehozni, azáltal, hogy gyorsan mozog.
- Légütés: Goku az ütésével egy légáramlatot tud létrehozni, ami sebzi az ellenfelet.
- Taijoken (Napököl, napfényverés): Ezt a technikát Tensinhan alkalmazta először, majd tőle vette át Goku. Egy erős fényforrást hoz létre, ami elvakítja az ellenfelet.
- Kiai-Ho: Ki-áramlat, ami meglöki az ellenfelet.
- Telekinézis: Goku képes mozgatni a tárgyakat a ki-je segítségével.
- Rjú-ken (Sárkány ököl): Ennél a technikánál Goku ki-t koncentrál az öklébe, melynek egy erős ütés lesz a vége. Ezt gyakran egy sárkány animáció kíséri (kivétel a Szívtelen Sátán elleni harc volt, ahol egy Ózaru képe jelent meg).
- Kaioken: Egy technika, amit Kaiótól tanult. Ezzel a technikával hirtelen felszabadítja a ki-jét, ami egy rövid időre megnöveli a harci képességeit. Ez egy rendkívül veszélyes technika, mert ha nem képes irányítani a felszabaduló ki-t, az elpusztíthatja őt. Ennek ellenére nagyon fontos technika és sokszor segíti Gokut a harcai során. Kaioken közben Gokut vörös aura veszi körbe.
- Genki Dama (Lélek Bomba): Ezzel a technikával Goku képes összegyűjteni az adott bolygó élőlényeiből az energiát és ezt egy nagy gömbbe fókuszálni, majd rádobni az ellenfélre. Hátránya a hosszú idő, amit a technika igénybe vesz, ráadásul a gyűjtés közben Goku védtelen. Ennek ellenére szintén egy fontos technika, ami eldöntheti a harcot. Kaiótól tanulta.
- Sunkan Ido (Azonnali Átvitel) : Ezt a technikát Goku a Yardrat bolygó lakosaitól tanulta. Képes bármilyen ki-forrás közelébe teleportálni, ha érzékeli az adott ki-t.
- Kienzan: Goku képes a ki-jéből egy éles korongot formázni, amit az ellenfél megvágására használ fel. Ezt a technikát Krilin és Dermesztő is tudja alkalmazni.
- Telepátia: Üzenetküldés gondolati úton (pl.: Kaió-nak).
- Gondolatolvasás: Korlátozott mértékű gondolatolvasó-képesség. Összesen kétszer alkalmazta: Először a Namekon, másodszor a Cell-el folytatott harcnál.
- Fúzió: Goku és Vegita képes fuzionálni, aminek eredménye Gogeta, ez 30percig tart és különleges mozdulatok szükségesek hozzá (egy úgynevezett fúziós tánc). A Z sorozat 12. mozifilmjében és a GT-ben használta. Másik lehetőség, a , amit csak egyszer használnak a Z-ben, de ez a Fúzió örökös. Vegekuvá (Vegettová) egyesülnek. Potara fülbevalót még a Superben is alkalmazzák, de itt kiderül hogy a hatás csak 1 óráig tart kivéve, ha az egyik fél Kaioshin.

Goku a második csillagharcos, akinek sikerült elérnie a legendás szuperharcos szintet apja, Bardock után. Goku a Dermesztő elleni harcban érte el ezt a szintet.
(Krilin halála felett érzett dühe idézte elő ezt az átalakulást.) Túlvilági edzései során sikerült elérnie a második szintet is és mennyországból megszerzett tudásával elsőként ő mutatja be a harmadik szintet. Mindenki más csak fuzionálva képes elérni ezt, önerőből még Vegita sem. A második szinttel egyedül Gohan előzi meg és szárnyalja túl. A GT-ben használja a végső negyedik alakját is, amely során megmarad a fekete haja és majomhoz hasonló külseje lesz. Erre rajta kívül csak Vegita lesz képes, de ő csak segítséggel és saját erejéből szintén nem. Goku a DBZ sorozat legerősebb lénye, aki végül legyőzi Majin Buu-t. A sorozat 200. része előtt csak Gohan szárnyalja túl addigi képességeit, ő képes először 2. szintre. (Ő végül harmadikra nem.) Goku a Dragon Ball Super-ben eléri az isten szintet. Itt a haja vörös lesz, de nem tudja sokáig fenntartani. Majd edzés közben megtanulja ezt előhívni első szuper szint közben, ezzel összeilleszti az erőket, haja és energiahulláma ekkor már kék színű lesz. Rajta kívül Vegita is eléri a két isteni módot. Ám mivel alapvetően csak első szinten illesztették össze, esetleg még tovább lehet fejlődni. Ám ez újra még több energiát követel, meglepő módon eddig életében először Vegita ebben túlszárnyalja őt és elér második isteni szuperharcos szintet. Emellett Gohan-hoz hasonlóan Goku elindul más természetfeletti irányú fejlődés felé is, ezáltal kifejleszti az Ultra Ösztönt és ezzel ért véget a "Dragon Ball: Super" sorozat.

## Goku kellékei
Goku jellegzetes harci ruháját (gi) Zseniális Teknőstől (Muten Roshi) kapta az első harcművészeti tornáján való részvételkor. Ugyancsak Muten Roshi adta neki a varázsfelhőt (Kinto Un), amire csak tiszta lélekkel ülhet fel az ember. A varázsbotot (Nyoi-bu) Gohan nagyapától kapta. Ez a varázsbot akkorára nyúlik, amekkorára használója akarja. (Később kiderül, hogy ez a varázsbot az eredeti módja a Mindenható /Kami/ szentélyébe való bejutásnak.) A sárkánygömbök keresésekor Goku nagy hasznát veszi a Bulma által készített sárkánygömb-radarnak. A harcok során Karin (Korin) varázsbabjaitól (Senzu bab) pedig azonnal felgyógyul. (Ez sokat segít neki a nagyobb csatáknál.)

## Érdekességek
- Alkotói Son Gokut egy mitikus kínai lényről, Szun Wukongról, a majmok királyáról mintázták, Son Goku karaktere (fizikai és egyéb képességeit figyelembe véve) vele azonos.[1] Szun Wukongról Szabó Lőrinc magyar költő 1935-ben verset is írt Szun Vu Kung lázadása címmel.[2] Szabónak voltak további elképzelései, hogy Szun Wukongot más versekben, sőt színdarabban és filmben is szerepeltetné, melyre még Németh Antal is bíztatta, de csak ez az egy vers volt, ami elkészült.[3]

## Fordítás
- Ez a szócikk részben vagy egészben  a   Goku című angol Wikipédia-szócikk fordításán alapul.  Az eredeti cikk szerkesztőit annak laptörténete sorolja fel. Ez a jelzés csupán a megfogalmazás eredetét és a szerzői jogokat jelzi, nem szolgál a cikkben szereplő információk forrásmegjelöléseként.